# 旭川ラーメン

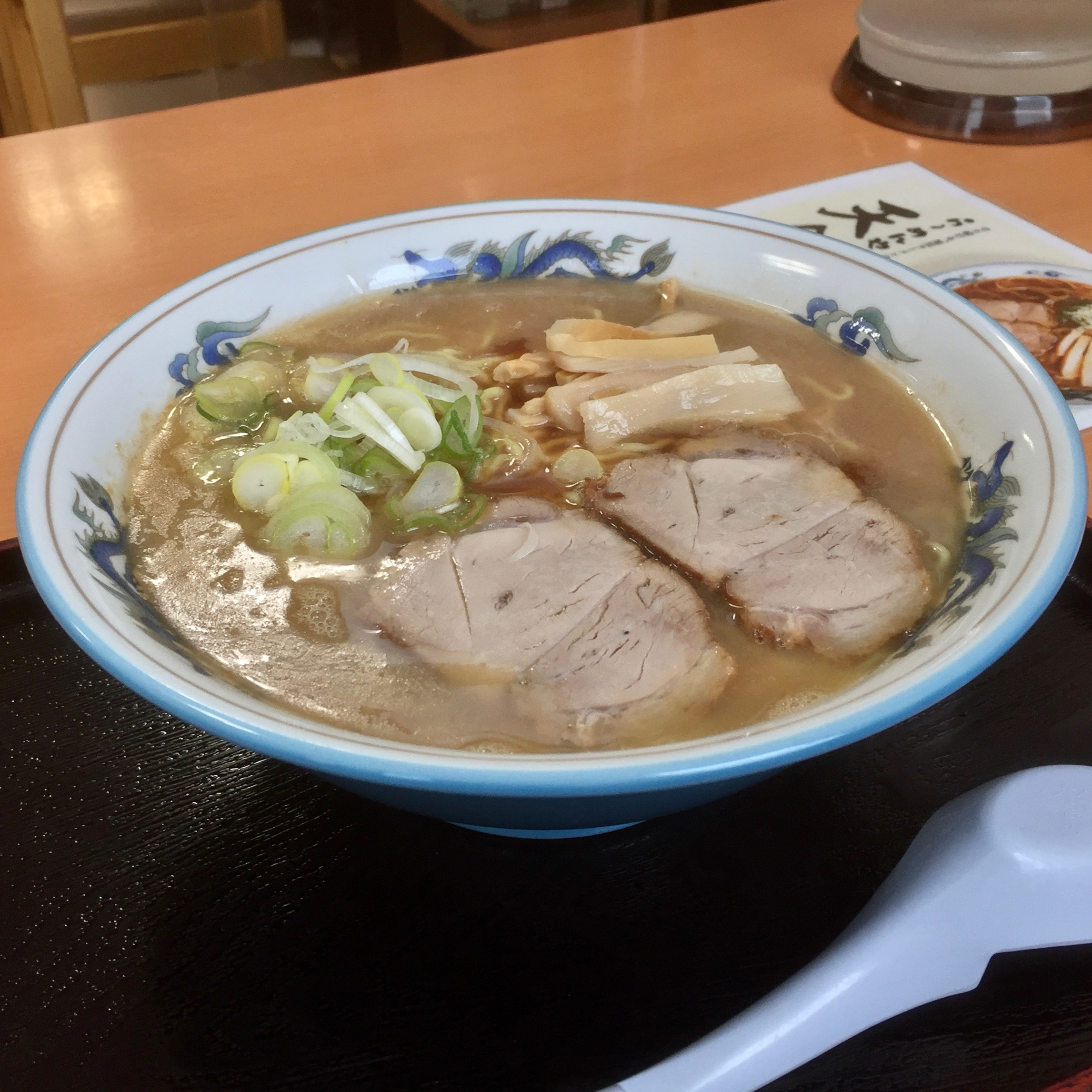
伝統的な旭川のラーメン

旭川ラーメン（あさひかわラーメン）とは、北海道旭川市で提供されているご当地ラーメンである。

## 概要
札幌ラーメンの味噌ラーメン・函館ラーメンの塩ラーメンに対し、旭川ラーメンは醤油ラーメンと言われることが多く、それを裏付けるかのように、半数以上の店舗で醤油味が売れ筋という調査結果がある。
旭川市は人口比のラーメン店数が多い地域でもある。

### スープの特徴

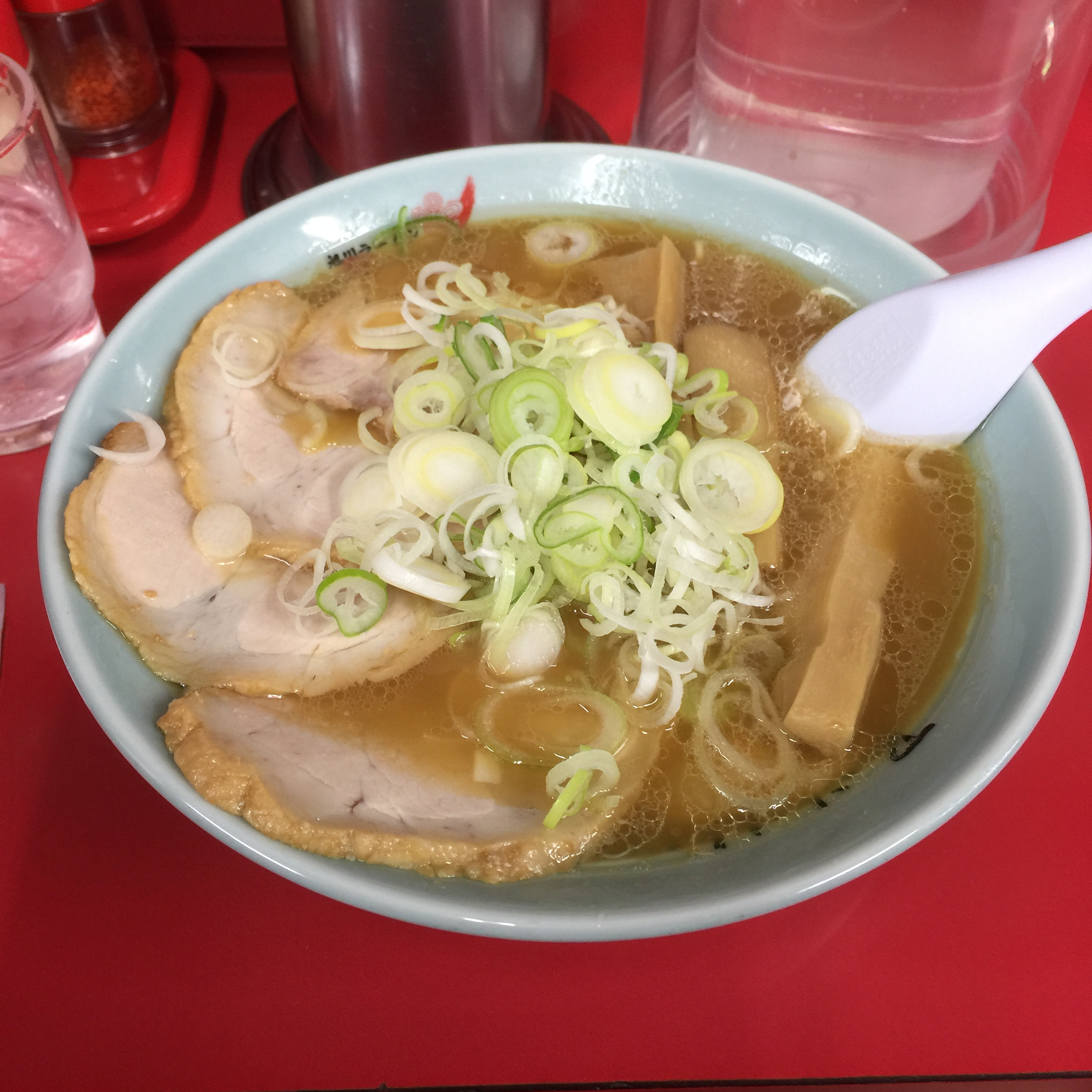
Wスープの上層に多めの油が浮いている様子が確認できる旭川ラーメンの典型例

Wスープ
スープは魚介類と動物系（豚骨・鶏ガラ）を合わせてだしをとったWスープに醤油ダレを加えたものが主流で、65%以上のラーメン店がWスープを採用している。一例を挙げると、あさひかわラーメン村で提供されているラーメンのうち、半数以上がWスープのラーメンを提供している。
Wスープが主流になった背景には、かつての旭川市では養豚業が盛んであった事が挙げられる。廃材の豚骨を活用する為に豚骨スープが考え出されたが、豚骨スープ特有の臭いを抑えて、更に風味を加えるために煮干や昆布などの魚介類を併用するようになったと言われている。臭みをそのまま残した豚骨の白湯スープを軸に発展した博多ラーメンとは異なるスープになっている。
また、旭川市は北海道の中心部にあり海とは無縁ではあるものの、古くから物流拠点として発展し流通網が発達していたため、北海道各地で生産された多様な海産物を入手し易く、魚介類を昭和初期から容易に使用できたこともWスープが主流となった背景に挙げられる。
豚骨スープに関してはアイヌ文化の影響を指摘する資料があり、アイヌの人々が昔から食べていた「ソップ」と呼ばれる白濁した豚骨スープの食文化が受け継がれていたという説もある。ソップは博多ラーメンにも影響を与えたとも言われている。
ラード
スープに多めのラードを入れることが旭川ラーメンの特徴の一つとして挙げられる。冬季に零下30度を下回る旭川市の厳しい気候を受けて、スープの上層に油膜の層を浮かべてスープ全体を覆うことで湯気があまり立たなくなり、スープを冷めにくくするためのアイディアがルーツであると言われている。
だし油・マー油・ねぎ油などの香味油や、苦味や香ばしさが際立つ焦がしラードを用いる店舗もある。
バリエーション
味噌ラーメンも人気が高い。スープは札幌ラーメンを旭川で受け入れられるよう試行錯誤された結果、濃厚でこってりしているものが多い。辛味噌ラーメンを提供している店舗も多い。
1988年にはらーめん山頭火が創業。山頭火のスープは博多ラーメンに近い白濁したもので、トッピングにキクラゲや小梅を使用するなど、昔ながらの旭川ラーメンとは大きく異なるものの、市民の間で人気となり、のちに山頭火系と呼ばれるフォロワーも数多く現れ、現在では多様なラーメン店が出店するようになった。

### 麺の特徴
旭川ラーメンの麺の特徴を一言で言えば低加水縮れ中細麺である。
中細の縮れ麺を使用している店舗が53.2%と最も多く、次いで中太の縮れ麺が28.6％。全体では9割を超える店舗が縮れ麺を使用していて、ストレートの麺はあまり見られない。
加水率は25％～29％と低い。加水が少ない縮れ麺は食感が硬めで歯切れが良く、小麦粉の香りが残り、茹であげた後もスープを吸収しやすい。低加水率麺には、麺が伸びやすい欠点もある。
自家製麺を行なっている店舗もあるが、旭川市の製麺所が製造する麺を使用する店舗が8割以上を占める。

### 具の特徴
昔ながらの旭川ラーメンではねぎ・メンマ・チャーシューとシンプルであるが、近年は多様なラーメン店が出店しているため、その限りでは無い。また、旭川発祥の名物である塩ホルモンや豚トロがチャーシューの代わりに用いられることもある。
観光客向けにホタテやコーンなどの北海道特産物や、バターなどの乳製品を加えたラーメンもある。

### 価格帯
上記のように、豚骨・鶏ガラ・魚介・野菜など多くの素材を用いたスープと、低加水麺を使用したラーメンが旭川ラーメンの特徴と言えるが、そのため原材料のコストは高めで、一杯あたりの価格帯は他地域と比較すると高めとなっている。

旭川ラーメンのバリエーション
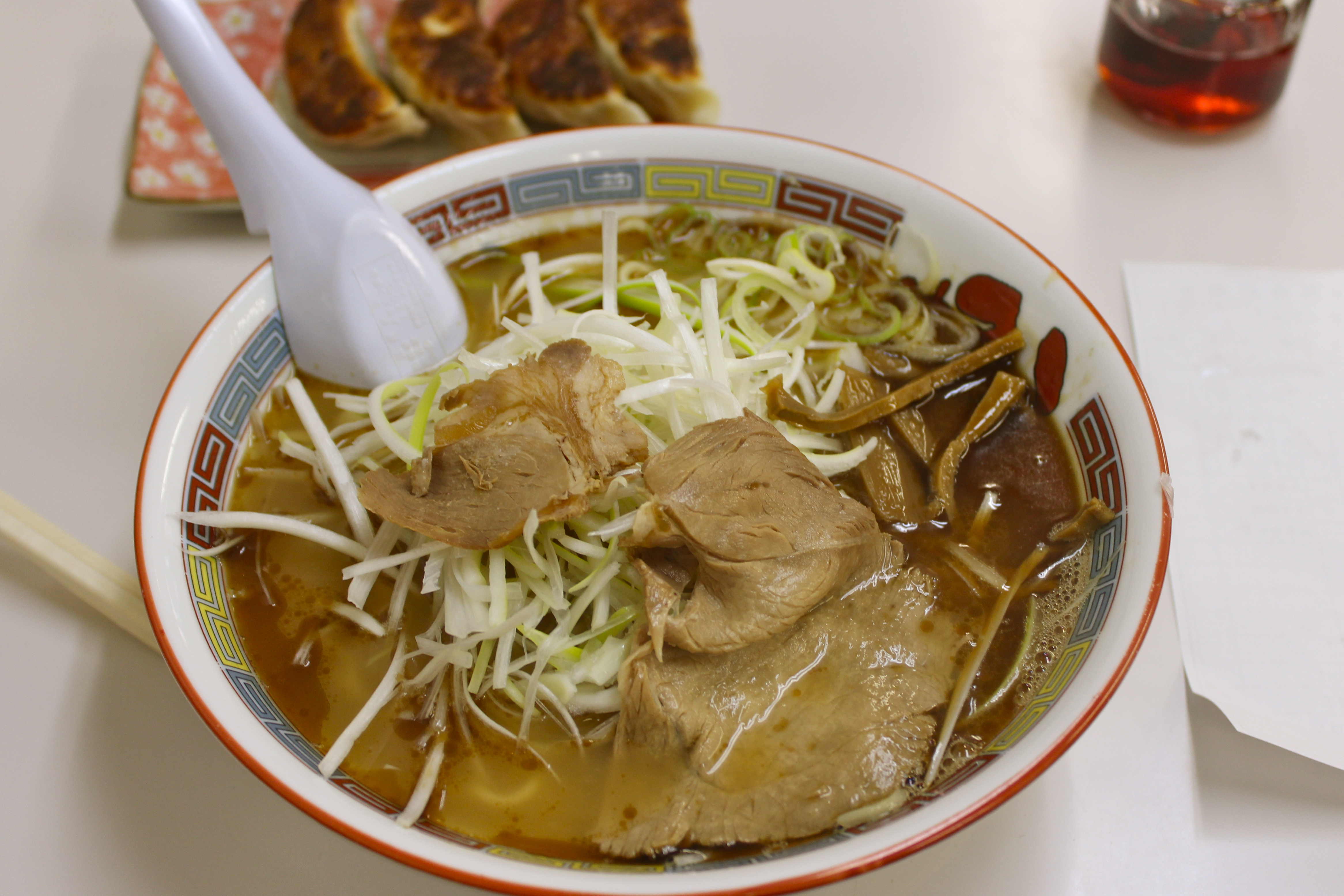
ラードの層が視認できる老舗（蜂屋）の醤油ラーメン
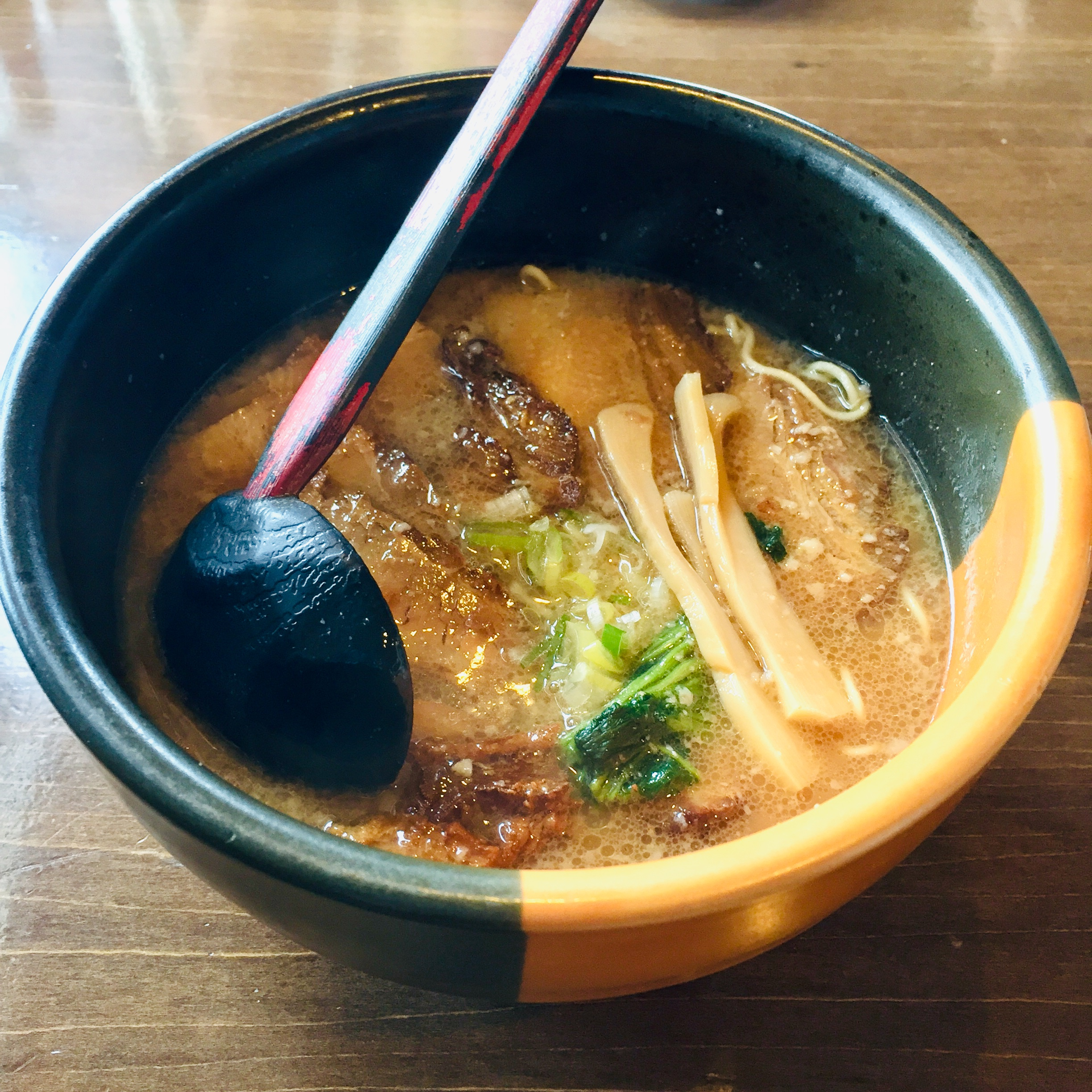
近年創業した店舗の醤油ラーメン
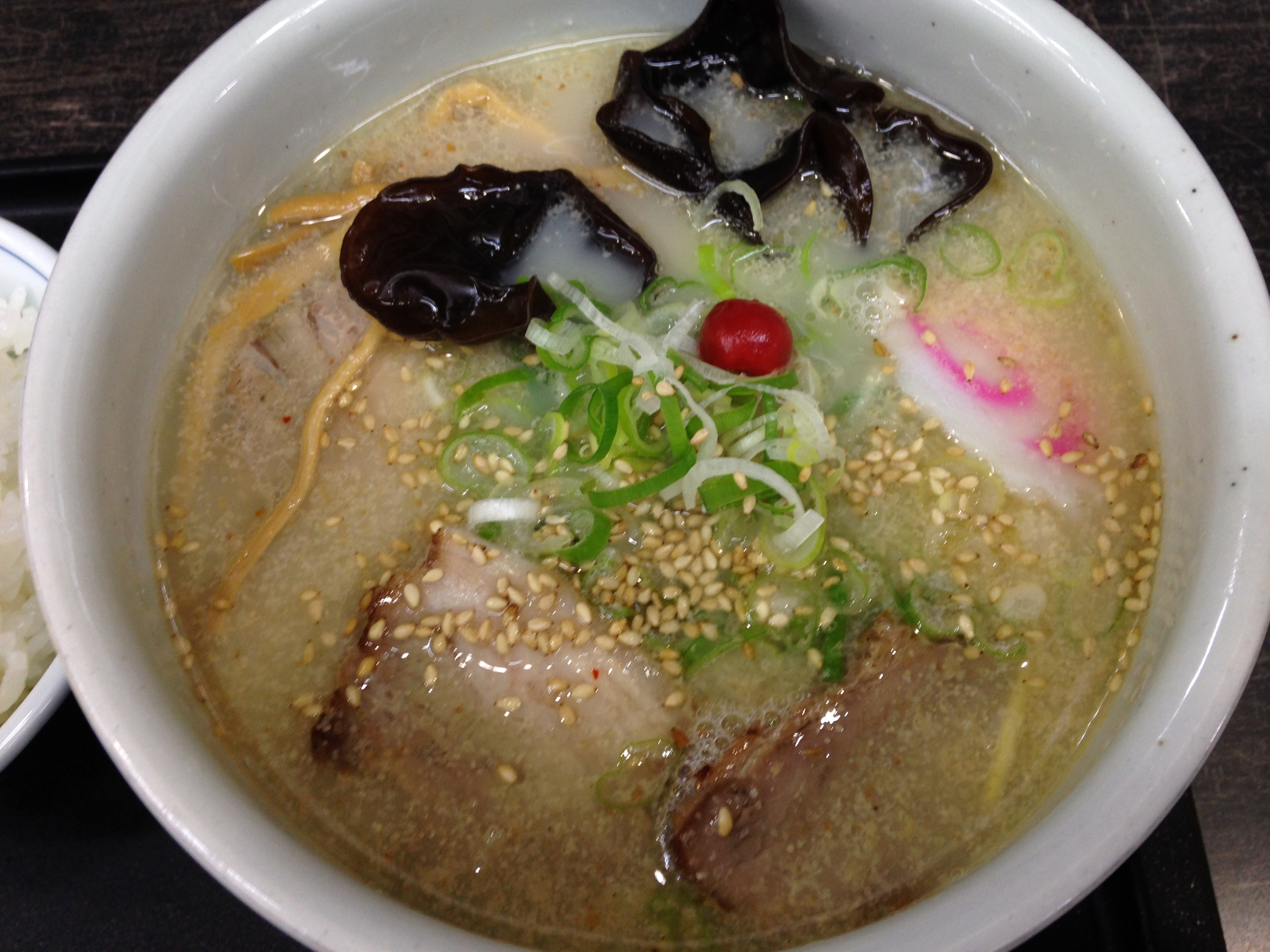
山頭火の塩ラーメン
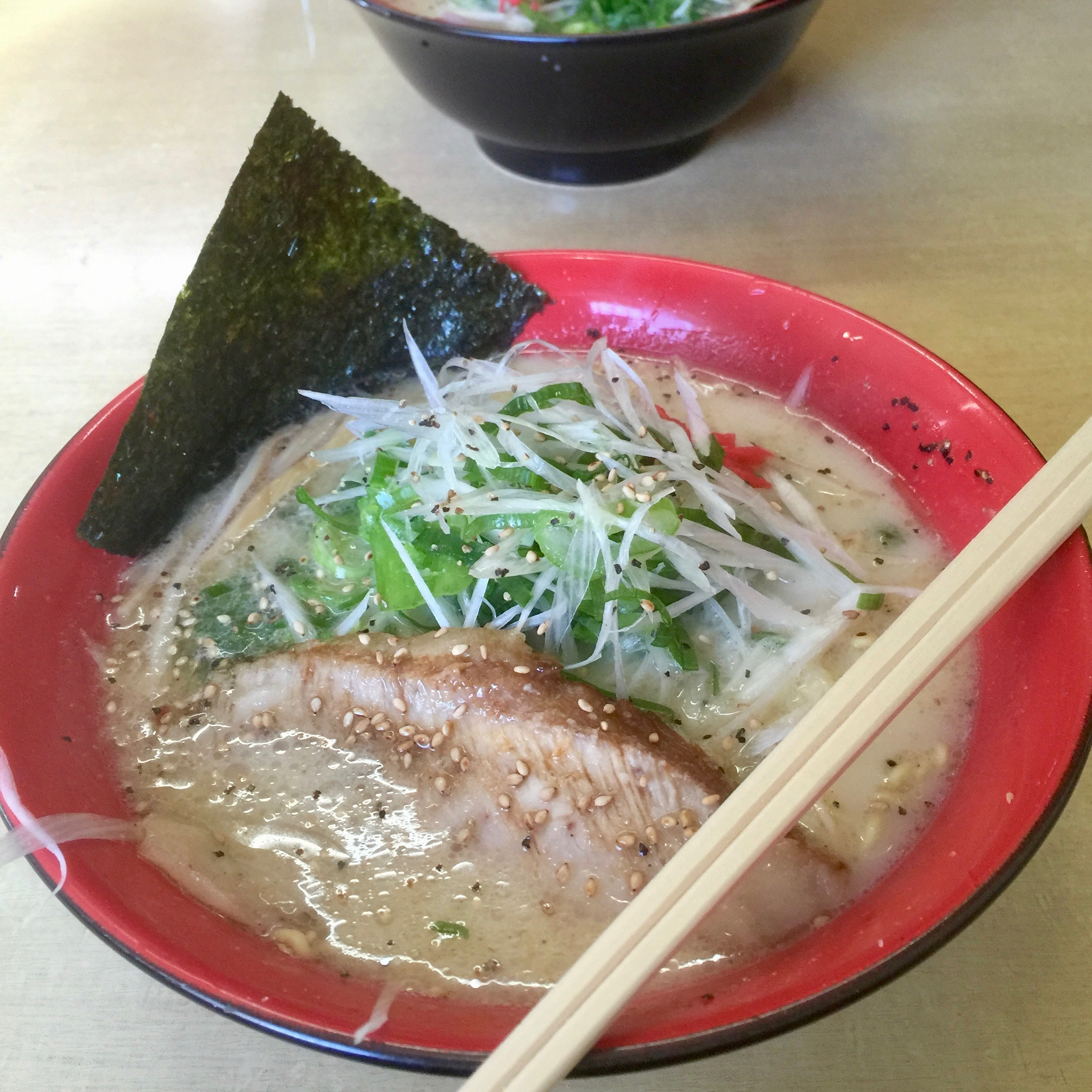
山頭火系の例
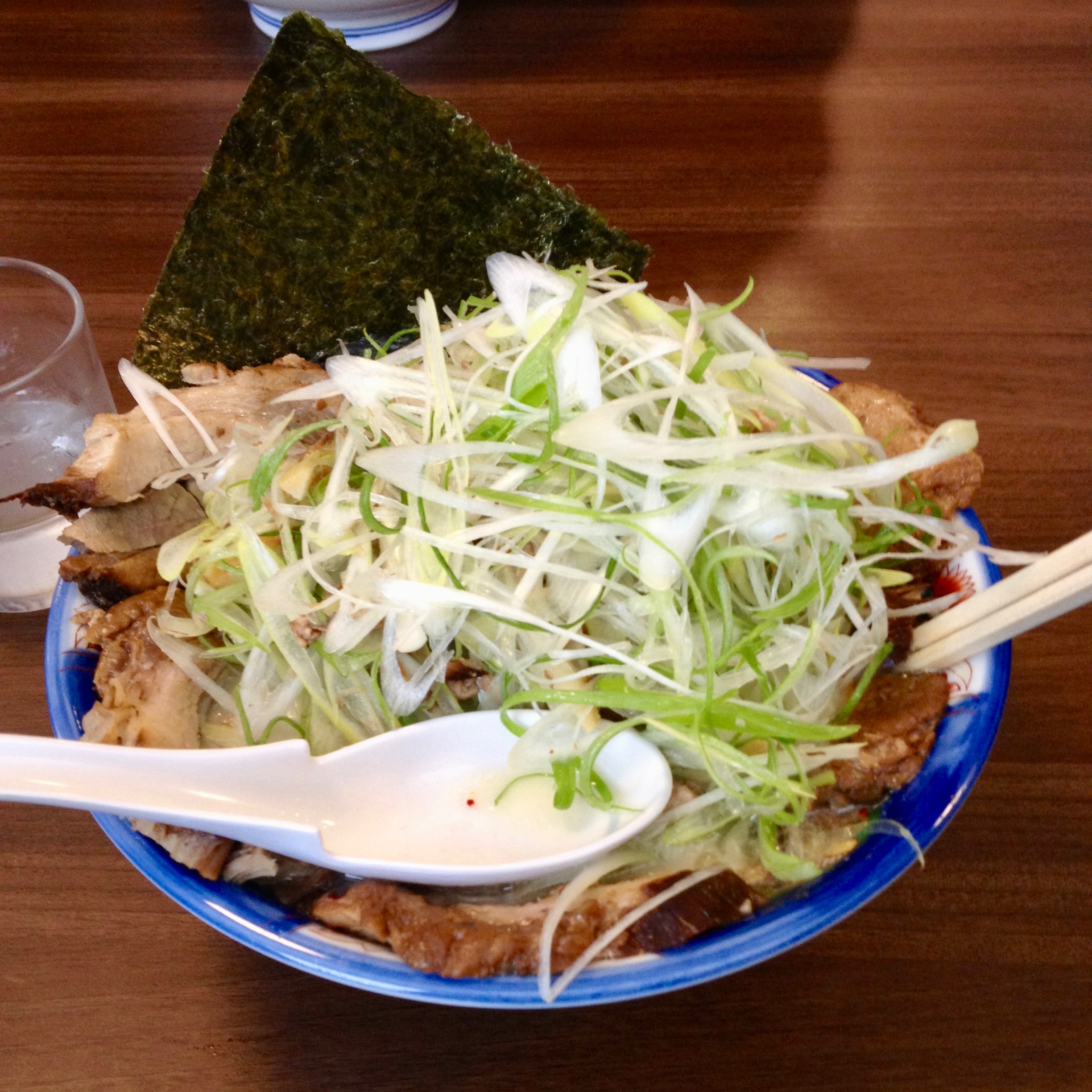
山頭火系の例2
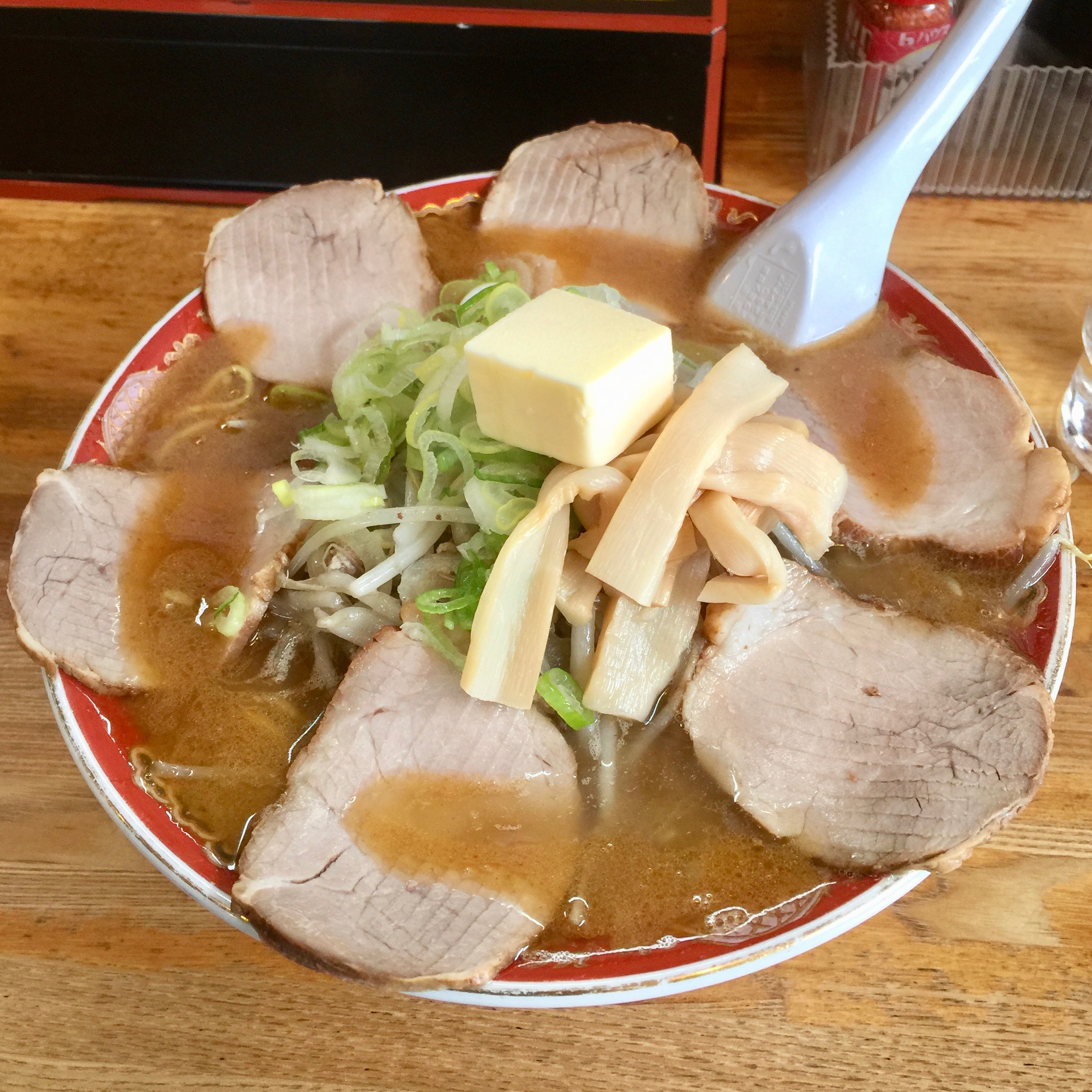
味噌バターラーメン
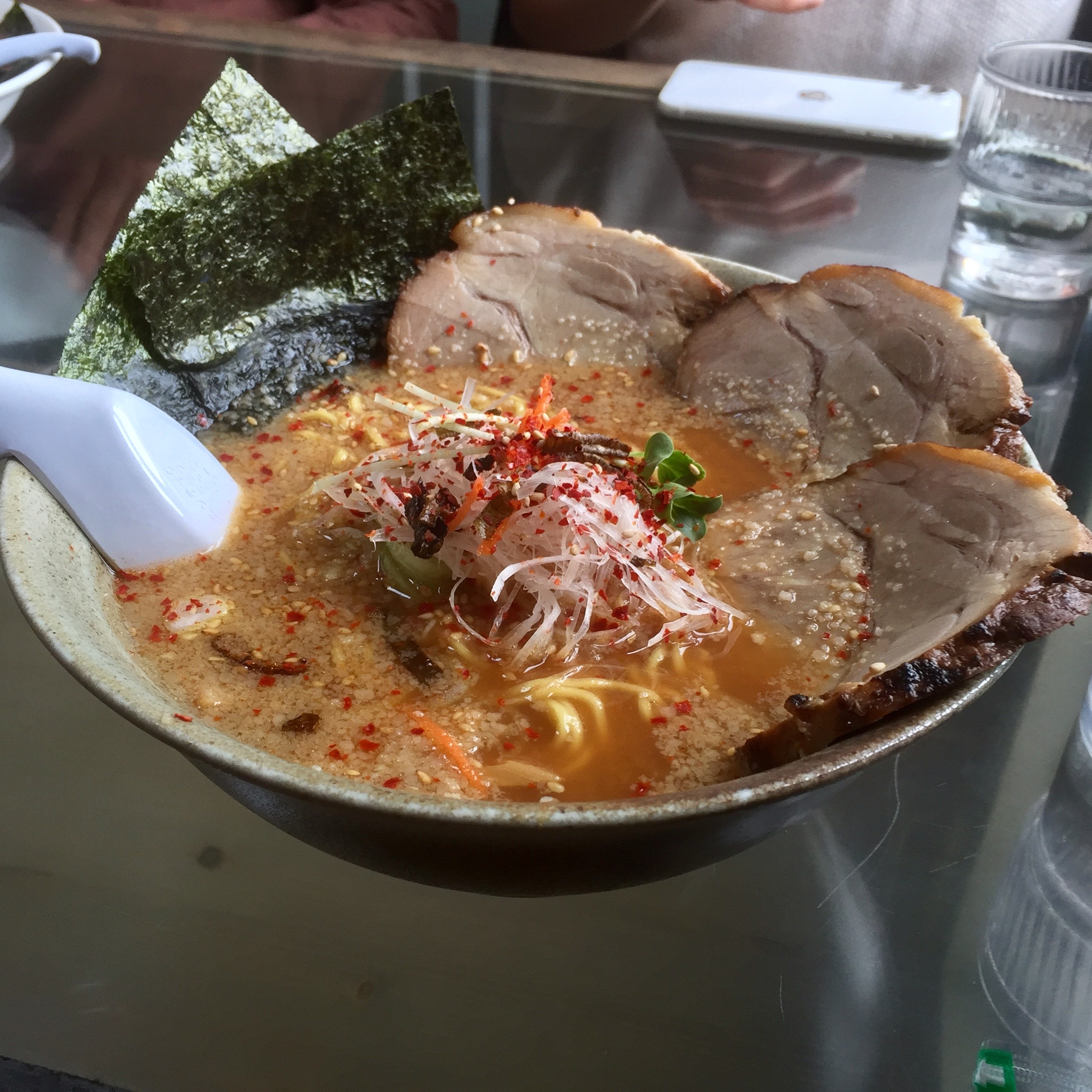
辛味噌ラーメン

## 歴史

### 戦前
旭川ラーメンの始まりには諸説ある。札幌ラーメンのルーツと言われている1922年（大正11年）創業の中華料理店「竹家食堂」が、1933年（昭和8年）に旭川で「芳蘭」と言う支店を出し中華麺文化が始まり、1936年（昭和10年）に、2015年まで営業を続けていた「八条はま長」と言う蕎麦屋で、ラーメンをメニューに掲載したと言う説も残されているが、第二次世界大戦などの影響もあり、一旦姿を消す。
概して戦前の旭川ラーメンは、札幌ラーメンの亜流的な位置づけであったとされる。ラーメンは「東京ラーメン」のようにスッキリとしたものであった。

### 戦後

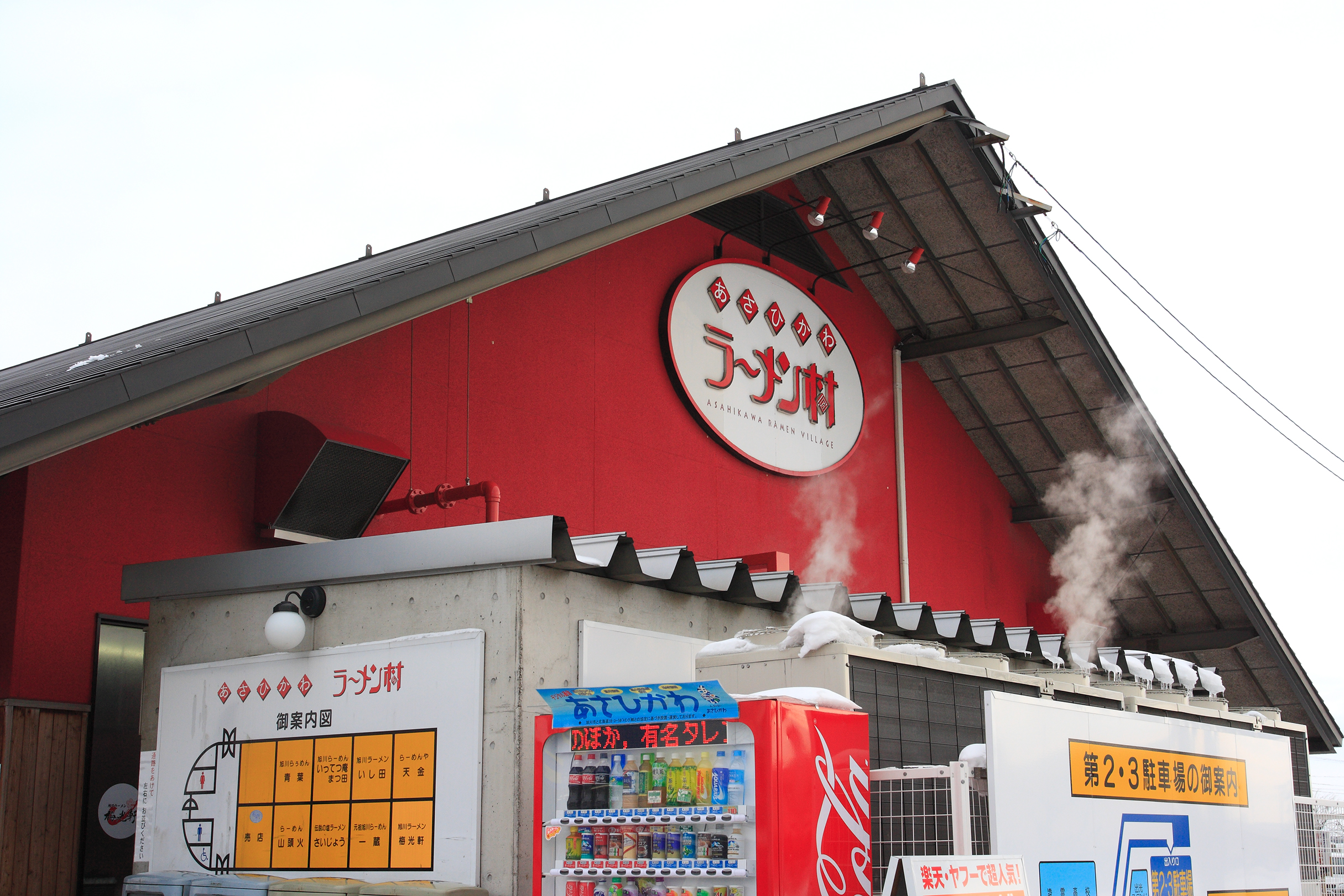
あさひかわラーメン村

戦後は、地元で独自の工夫をしたラーメンが広がり始める。戦後間もない1947年（昭和22年）にラーメン専門店として創業し現在に至るまで続いている「蜂屋」と、同年に屋台から始めた「青葉」の2店のスタイルが旭川中に広がっていった。この頃から既にWスープや低加水麺などの旭川ラーメンの特徴的な要素が形作られている。
次いで1950年（昭和25年）に「特一番」が、1952年（昭和27年）には「天金」が創業し、ラーメン文化が徐々に市内へ浸透して行き、現在まで続く旭川ラーメンの源流となった。特一番は、旭川ラーメンとしては初めてチェーン展開を行なったと言われており、最盛期には10店舗存在した。現在も旭川市内で5店舗が営業を続けている。また特一番の暖簾分けに「新特一番」や「味特」などがあり、東京にもチェーン展開を行うなど、当時の繁盛振りを物語っている。
1960年代後半から70年代前半にかけて、札幌ラーメンの影響を受けて旭川で味噌ラーメンを取り扱い始めた「よし乃」を皮切りに、正油ラーメン以外の味を主力にする店舗が現れるなど、以降各地のラーメンの影響を受けつつ成長してきた。
1996年（平成8年）にあさひかわラーメン村が誕生。旭川市の商工部観光課もPRに力を入れ、観光の目玉としても親しまれるようになった。2001年（平成13年）には旭川ラーメンを含む、北海道のラーメンが北海道遺産として認定された。
平成以降は蜂屋や青葉が新横浜ラーメン博物館に出店したり、旭川市外の店舗へ暖簾分けをしたり、日本国内のみならず国外まで展開するチェーン店が生まれるなど、北海道外でも旭川ラーメンの名が広まっている。

### 製麺会社との協力関係
旭川ラーメンでは製麺所の麺を使用することが多いが、これも昭和30年代の旭川ラーメン黎明期より、麺の卸からラーメン作りまでを製麺所が先頭に立って指導を行ってきた所以とも言える。
ラーメン店と製麺所の結びつきを象徴するエピソードとして、蜂屋と同年に創業し旭川市内で大きなシェアを持つ製麺所「加藤ラーメン」の創業者である加藤熊彦は、蜂屋の創業者である加藤枝直の兄であり、共に蜂屋のラーメンを作り上げたことのみならず、創業間もない青葉に麺を提供するなど、旭川ラーメン全体に大きな影響を与えたことも挙げられる。
現在では8割以上の店舗が製麺会社から麺を仕入れており、旭川市内に存在する製麺会社上位5社でシェアの74.4％を占めている

## 文化、風習

### ホルモンラーメン

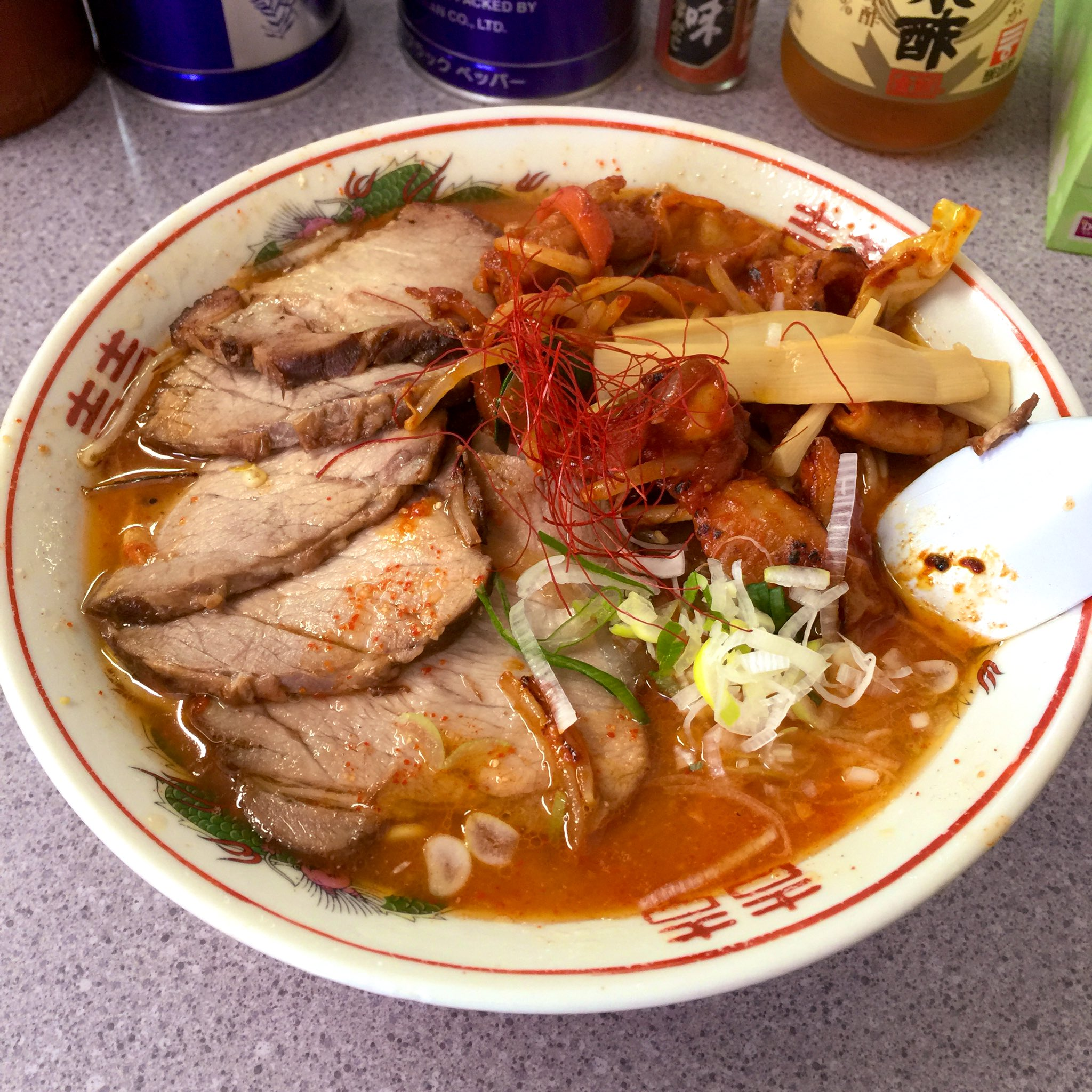
モルメン（辛味噌味）

ホルモンをトッピングに用いたホルモンラーメンは、旭川市内で30軒以上の店舗で提供されている。
旭川市内でホルモンをラーメンのトッピングに使い始めたのは1981年（昭和56年）創業で現在も営業を続けている「ひまわり」で、モルメンと言う名称のホルモンラーメンを提供している。開店当初、当時の店舗が北海道教育大学旭川校の近くにあり学生客が多かったため、お金のない学生に「1つの器でまとめて栄養が取れるように」と考えたのがきっかけだったという。

### 旭川しょうゆホルメン
2012年（平成24年）に発表された新たなご当地グルメで、旭川名物のラーメンとホルモン（もつ）を掛け合わせたラーメン。赤い丼を用い醤油ベースのスープで、旭川の醤油と国産のコラーゲンで煮込んだホルモンをトッピングするように定められている。従来市販されていたホルモンでは、醤油ダレのスープでニンニクなどを用いずに臭みを消すことが難しいため、新たなご当地グルメの開発にあたり、臭みが少なく歯切れの良いホルモンが開発された。
近年では活動の中心団体となる旭川しょうゆホルメン倶楽部の趣旨に賛同した旭川市内のラーメン店のほか、北海道各地のイベントや北海道外で行われる北海道物産展などへ出店・参加しており、ローソンとのコラボレーションによる商品化も行われ、旭川市外の地域でも目にする機会が増えている。

### 野菜ラーメン
旭川ラーメンの具はシンプルであることが多いが、バリエーションの一つに野菜ラーメンと呼ばれるメニューを加えている店舗が多い。
これは多くのラーメン店で見かけるもやしラーメンやねぎラーメンとは区別され、モヤシ・白菜・タマネギ・人参・キクラゲなどの、タンメンで使われるような複数種の野菜を炒めたものがトッピングされるラーメンを指す。醤油（正油）味であれば「正油野菜ラーメン」、塩味であれば「塩野菜ラーメン」と呼ばれることが多い。チャーシューメンとの組み合わせである野菜チャーシューメンも存在する。

### かけラーメン
旭川ラーメンの多くの店舗で見かけることが出来るメニュー。少量のネギだけが乗った、いわばかけそばのラーメン版と言える。通常のラーメンよりも50円～200円ほど安価である。店舗によっては学生ラーメンとして、年齢限定で提供される場合もある。

### トンカツラーメン
ラーメンの上に揚げたトンカツを乗せたトンカツラーメン（カツラーメン）をメニューに加えている店舗が多数存在する。その全てが旭川近郊のラーメン専門では無い、定食屋を兼ねた店舗で扱われており、チェーン展開している店舗では、いち早くラーメン専門店から定食屋へと路線を変えた特一番の旭川市内全ての店舗で取り扱われている。カレーラーメンと掛け合わせたカツカレーラーメンも存在する。

## 主な店舗

### 老舗
- 蜂屋：1947年（昭和22年）創業。Wスープとラードを用いる、旭川ラーメンの特徴を確立した老舗の一つ[31]。創業当初はスープに鯛節を用いており、鯵の丸干しでスープを作り、中太な自家製麺を用いる現在とは異なるラーメンであった[32][33]。ライナーネットワーク主催「旭川ラーメングランプリ2021」しょうゆ部門で1位に選出[34]。
- 旭川らぅめん青葉：蜂屋と同年に屋台営業で創業。創業当初から現在に至るまで化学調味料不使用のスープを提供する老舗[35][36]。
- 特一番：1950年（昭和25年）創業。旭川市外や北海道外にまで暖簾分け店がある老舗。現在はラーメンだけでは無く定食も扱っている。
- 天金：1952年（昭和27年）創業。トンコツ・鶏ガラのシングルスープを用いる老舗[37]。「旭川ラーメングランプリ2022」しょうゆ部門で1位に選出[38]。

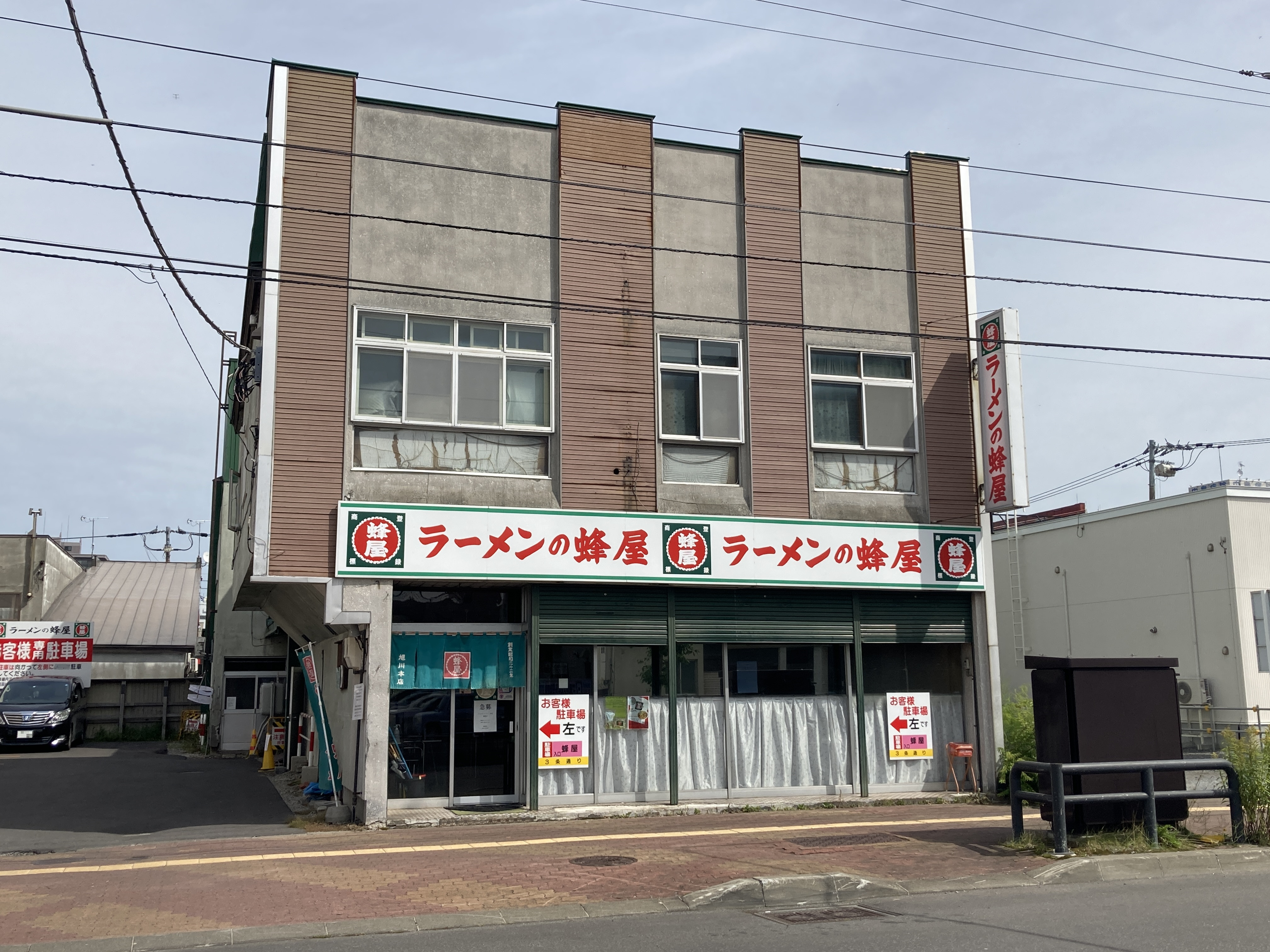
蜂屋本店（2022年9月）
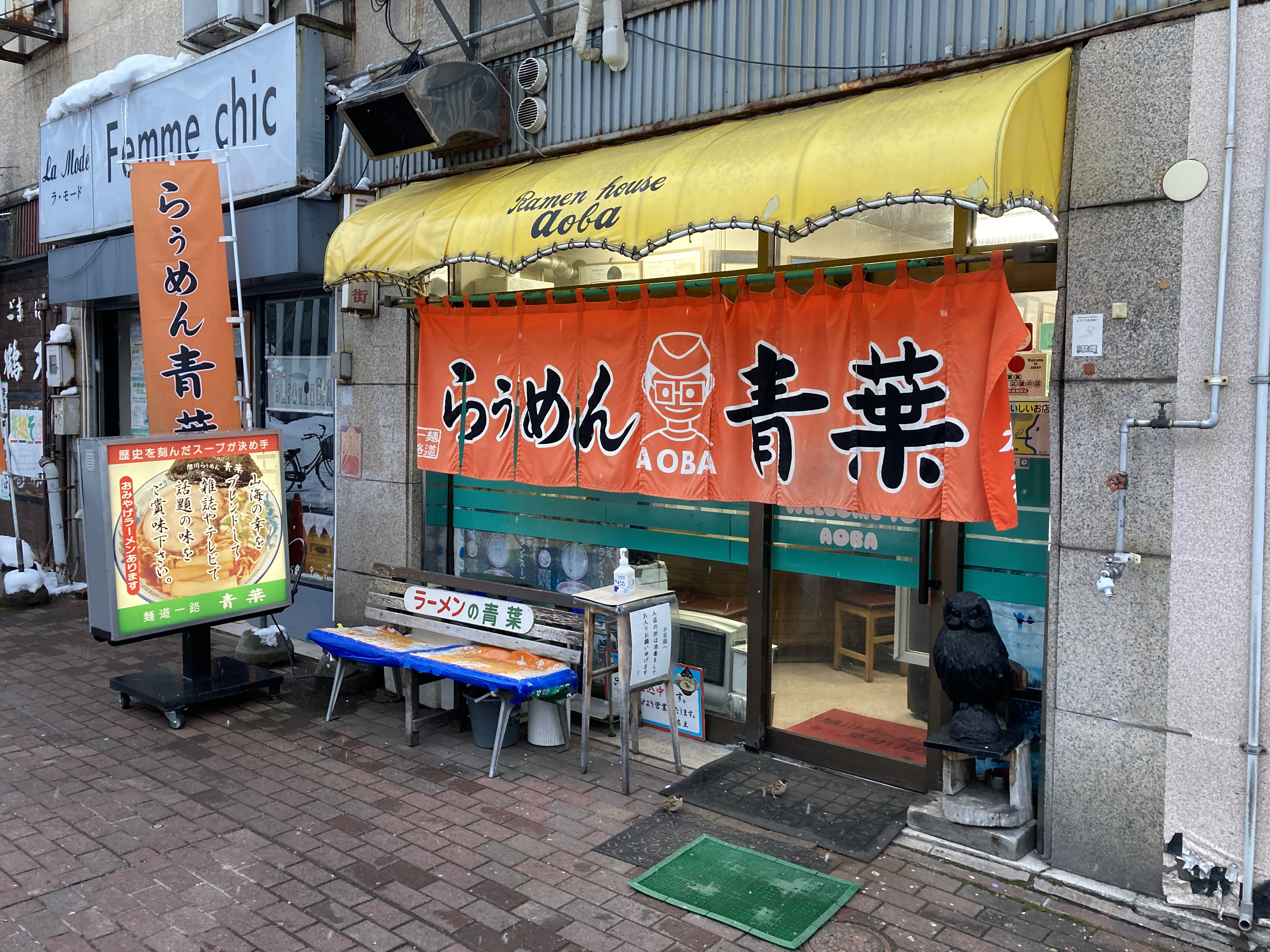
旭川らぅめん青葉本店（2024年12月）

### 正油ラーメン以外が主力の店舗
- よし乃：1968年（昭和43年）創業。味噌ラーメンが主力の店舗では現存する最古の老舗[39]。道の駅あさひかわ内など市内に数店舗の支店がある他、札幌ラーメン横丁にも暖簾分け店がある。「旭川ラーメングランプリ2021、2022」みそ部門で1位に選出[34][38]。
- つるや：1972年（昭和47年）創業。よし乃に次いで創業した味噌ラーメンが主力の店で、第2回北海道経済「旭川ラーメン大賞」を受賞[40]。
- さいじょう：1971年（昭和46年）創業。塩ラーメンが主力の店舗では現存する最古の老舗[41]。あさひかわラーメン村に支店があり、以前はラーメンフードテーマパークの品川品達にも出店していた。
- 麺屋 秘蔵：2012年（平成24年）創業[42]。山頭火系の豚骨白湯スープと自家製麺を用いるラーメンで[43][44]、「旭川ラーメングランプリ2021、2022」しお部門で1位に選出[34][38]。
- 生姜ラーメンみづの：1967年（昭和42年）創業。店名の通り、醤油スープにすり下ろした生姜を入れたラーメンが主力で、典型的な旭川ラーメンとは一線を画する[45]

### 国内外で多店舗展開を行っているチェーン店
- 梅光軒：1969年（昭和44年）創業[46]。月刊北海道経済主催の「旭川ラーメン大賞」初代王者で、国内外に20店舗以上を展開するチェーン店。
- らーめん山頭火：1988年（昭和63年）創業。豚骨・魚介・野菜を別個に煮出して後で合わせる白湯スープが特徴の、国内外に50店舗以上を展開するチェーン店。
- 熊っ子チェーン：1960年（昭和35年）に「甘党の店」として創業し、その翌年からラーメンを始めた店。その後「甘党食堂」→「家族食堂」を名乗った時期を経て現在の屋号となる。最盛期には旭川市内で22店舗、国内で70店舗を展開するチェーンとなったが[47]、2023年現在は数店舗まで規模を縮小している。
- こぐまグループ：上記の「熊っ子チェーン」から1992年（平成4年）7月に分裂したチェーン。同年に「熊っ子チェーン」が製麺工場を開設し自社製麺を開始したのに対し、従来の製麺所の麺を使い続けることを希望した店舗がチェーンを脱退し新たに立ち上げた経緯がある[48]。屋号としては「旭川ラーメン ○○店」（○○の部分は店の地名が入る）を使用している店が多い。

## 主な製麺企業
- 加藤ラーメン：1947年（昭和22年）創業[49]。創業時から低加水率の麺を製造、普及させ、旭川ラーメンの文化に大きな影響を与えた[50]
- 須藤製麺工場：1948年（昭和23年）創業[51]。当初はうどんと蕎麦を製造していたが、1953年 - 54年（昭和28 - 29年）頃からラーメンを始め、現在もラーメン専業では無い[52]
- 藤原製麺：1948年（昭和23年）創業[53]。2008年（平成20年）より永谷園グループ。同社もうどんやそうめんなどの乾麺が始まりで、ラーメン専業では無い[54]